# Andy Clark
Andy Clark (* 20. listopadu 1957) je britský filozof, který je profesorem kognitivní filozofie na Universitě v Sussex.
Předtím byl profesorem filozofie a vedoucím katedry logiky a metafyziky na Edinburské univerzitě ve Skotsku, ředitelem programu kognitivní vědy na Indiana University v Bloomingtonu ve státě Indiana, a také vyučoval na Washington University v St. Louis, Missouri. Clark je jedním ze zakládajících členů společného výzkumného projektu CONTACT, jehož cílem je zkoumat roli prostředí při utváření povahy vědomé zkušenosti. Clarkovy články a knihy se zabývají filozofií mysli a je považován za předního odborníka na téma rozšíření mysli. Napsal také o konekcionismu, robotice a roli a povaze mentální reprezentace.